# Tour d'Alberta 2017
La 5e édition du Tour d'Alberta a lieu du 1er au 4 septembre 2017. La course fait partie du calendrier UCI America Tour 2017 en catégorie 2.1.

## Présentation

### Équipes
Classés en catégorie 2.1 de l'UCI America Tour, le Tour d'Alberta est par conséquent ouvert aux WorldTeams dans la limite de 50 % des équipes participantes, aux équipes continentales professionnelles, aux équipes continentales et aux équipes nationales.
| WorldTeam- Cannondale-Drapac Équipe continentale professionnelle- UnitedHealthcare Équipes continentales (9)- Holowesko Citadel - Rally Cycling - Jelly Belly-Maxxis - Silber - Elevate-KHS - Medellín-Inder - Aevolo - H&R Block - Garneau-Québecor |
| |

## Étapes
Cette édition du Tour d'Alberta est constituée de cinq étapes réparties sur quatre jours pour un total de 541,1 kilomètres à parcourir.
| Étape     | Date    | Villes étapes               | type            | Distance (km) | Vainqueur d'étape | Leader du classement général |
| --------- | ------- | --------------------------- | --------------- | ------------- | ----------------- | ---------------------------- |
| 1re étape | 1 sept. | Jasper – Marmot Basin       | étape vallonnée | 162           | Evan Huffman      | Evan Huffman                 |
| 2e étape  | 2 sept. | Spruce Grove – Spruce Grove | étape vallonnée | 139           | Wouter Wippert    | Evan Huffman                 |
| 3e étape  | 3 sept. | Edmonton – Edmonton         | étape vallonnée | 116           | Alex Howes        | Evan Huffman                 |
| 4e étape  | 4 sept. | Edmonton – Edmonton         | étape vallonnée | 124,1         | Wouter Wippert    | Evan Huffman                 |

## Déroulement de la course

### 1reétape
| \| Classement de l'étape \| Classement de l'étape \| Classement de l'étape \| Classement de l'étape \| Classement de l'étape \| \| Coureur \| Coureur \| Pays \| Équipe \| Temps \| \| --------------------- \| --------------------- \| --------------------- \| --------------------- \| --------------------- \| \| 1er \| Evan Huffman \| États-Unis \| Rally Cycling \| 3 h 48 min 46 s \| \| 2e \| Sepp Kuss \| États-Unis \| Rally Cycling \| + 15 s \| \| 3e \| Tom-Jelte Slagter \| Pays-Bas \| Cannondale-Drapac \| + 28 s \| \| 4e \| Christopher Jones \| États-Unis \| UnitedHealthcare \| + 30 s \| \| 5e \| Jack Burke \| Canada \| Aevolo \| + 32 s \| |                   |            |                   |                 |
| |                   |            |                   |                 |
| Source : ProCyclingStats |                   |            |                   |                 |
| Classement de l'étape |                   |            |                   |                 |
| Coureur | Coureur           | Pays       | Équipe            | Temps           |
| 1er | Evan Huffman      | États-Unis | Rally Cycling     | 3 h 48 min 46 s |
| 2e | Sepp Kuss         | États-Unis | Rally Cycling     | + 15 s          |
| 3e | Tom-Jelte Slagter | Pays-Bas   | Cannondale-Drapac | + 28 s          |
| 4e | Christopher Jones | États-Unis | UnitedHealthcare  | + 30 s          |
| 5e | Jack Burke        | Canada     | Aevolo            | + 32 s          |

| \| Classement général \| Classement général \| Classement général \| Classement général \| Classement général \| \| Coureur \| Coureur \| Pays \| Équipe \| Temps \| \| ------------------ \| ------------------ \| ------------------ \| ------------------ \| ------------------ \| \| 1er \| Evan Huffman \| États-Unis \| Rally Cycling \| 3 h 48 min 46 s \| \| 2e \| Sepp Kuss \| États-Unis \| Rally Cycling \| + 15 s \| \| 3e \| Tom-Jelte Slagter \| Pays-Bas \| Cannondale-Drapac \| + 28 s \| \| 4e \| Christopher Jones \| États-Unis \| UnitedHealthcare \| + 30 s \| \| 5e \| Jack Burke \| Canada \| Aevolo \| + 32 s \| |                   |            |                   |                 |
| |                   |            |                   |                 |
| Source : ProCyclingStats |                   |            |                   |                 |
| Classement général |                   |            |                   |                 |
| Coureur | Coureur           | Pays       | Équipe            | Temps           |
| 1er | Evan Huffman      | États-Unis | Rally Cycling     | 3 h 48 min 46 s |
| 2e | Sepp Kuss         | États-Unis | Rally Cycling     | + 15 s          |
| 3e | Tom-Jelte Slagter | Pays-Bas   | Cannondale-Drapac | + 28 s          |
| 4e | Christopher Jones | États-Unis | UnitedHealthcare  | + 30 s          |
| 5e | Jack Burke        | Canada     | Aevolo            | + 32 s          |

### 2eétape
| \| Classement de l'étape \| Classement de l'étape \| Classement de l'étape \| Classement de l'étape \| Classement de l'étape \| \| Coureur \| Coureur \| Pays \| Équipe \| Temps \| \| --------------------- \| --------------------- \| --------------------- \| ----------------------------- \| --------------------- \| \| 1er \| Wouter Wippert \| Pays-Bas \| Cannondale-Drapac \| 2 h 55 min 14 s \| \| 2e \| John Murphy \| États-Unis \| Holowesko Citadel Racing Team \| + 0 s \| \| 3e \| Ryan MacAnally \| Australie \| Nice Cycling Team \| + 0 s \| \| 4e \| Michael Hernandez \| États-Unis \| Aevolo \| + 0 s \| \| 5e \| Alfredo Rodríguez \| Mexique \| Elevate-KHS Pro Cycling \| + 0 s \| |                   |            |                               |                 |
| |                   |            |                               |                 |
| Source : ProCyclingStats |                   |            |                               |                 |
| Classement de l'étape |                   |            |                               |                 |
| Coureur | Coureur           | Pays       | Équipe                        | Temps           |
| 1er | Wouter Wippert    | Pays-Bas   | Cannondale-Drapac             | 2 h 55 min 14 s |
| 2e | John Murphy       | États-Unis | Holowesko Citadel Racing Team | + 0 s           |
| 3e | Ryan MacAnally    | Australie  | Nice Cycling Team             | + 0 s           |
| 4e | Michael Hernandez | États-Unis | Aevolo                        | + 0 s           |
| 5e | Alfredo Rodríguez | Mexique    | Elevate-KHS Pro Cycling       | + 0 s           |

| \| Classement général \| Classement général \| Classement général \| Classement général \| Classement général \| \| Coureur \| Coureur \| Pays \| Équipe \| Temps \| \| ------------------ \| ------------------ \| ------------------ \| ------------------ \| ------------------ \| \| 1er \| Evan Huffman \| États-Unis \| Rally Cycling \| 6 h 43 min 57 s \| \| 2e \| Sepp Kuss \| États-Unis \| Rally Cycling \| + 18 s \| \| 3e \| Tom-Jelte Slagter \| Pays-Bas \| Cannondale-Drapac \| + 31 s \| \| 4e \| Christopher Jones \| États-Unis \| UnitedHealthcare \| + 33 s \| \| 5e \| Jack Burke \| Canada \| Aevolo \| + 35 s \| |                   |            |                   |                 |
| |                   |            |                   |                 |
| Source : ProCyclingStats |                   |            |                   |                 |
| Classement général |                   |            |                   |                 |
| Coureur | Coureur           | Pays       | Équipe            | Temps           |
| 1er | Evan Huffman      | États-Unis | Rally Cycling     | 6 h 43 min 57 s |
| 2e | Sepp Kuss         | États-Unis | Rally Cycling     | + 18 s          |
| 3e | Tom-Jelte Slagter | Pays-Bas   | Cannondale-Drapac | + 31 s          |
| 4e | Christopher Jones | États-Unis | UnitedHealthcare  | + 33 s          |
| 5e | Jack Burke        | Canada     | Aevolo            | + 35 s          |

### 3eétape
| \| Classement de l'étape \| Classement de l'étape \| Classement de l'étape \| Classement de l'étape \| Classement de l'étape \| \| Coureur \| Coureur \| Pays \| Équipe \| Temps \| \| --------------------- \| --------------------- \| --------------------- \| ----------------------------- \| --------------------- \| \| 1er \| Alex Howes \| États-Unis \| Cannondale-Drapac \| 2 h 30 min 31 s \| \| 2e \| Wouter Wippert \| Pays-Bas \| Cannondale-Drapac \| + 0 s \| \| 3e \| Colin Joyce \| États-Unis \| Rally Cycling \| + 0 s \| \| 4e \| John Murphy \| États-Unis \| Holowesko Citadel Racing Team \| + 0 s \| \| 5e \| Serghei Țvetcov \| Roumanie \| Jelly Belly-Maxxis \| + 0 s \| |                 |            |                               |                 |
| |                 |            |                               |                 |
| Source : ProCyclingStats |                 |            |                               |                 |
| Classement de l'étape |                 |            |                               |                 |
| Coureur | Coureur         | Pays       | Équipe                        | Temps           |
| 1er | Alex Howes      | États-Unis | Cannondale-Drapac             | 2 h 30 min 31 s |
| 2e | Wouter Wippert  | Pays-Bas   | Cannondale-Drapac             | + 0 s           |
| 3e | Colin Joyce     | États-Unis | Rally Cycling                 | + 0 s           |
| 4e | John Murphy     | États-Unis | Holowesko Citadel Racing Team | + 0 s           |
| 5e | Serghei Țvetcov | Roumanie   | Jelly Belly-Maxxis            | + 0 s           |

| \| Classement général \| Classement général \| Classement général \| Classement général \| Classement général \| \| Coureur \| Coureur \| Pays \| Équipe \| Temps \| \| ------------------ \| ------------------ \| ------------------ \| ------------------ \| ------------------ \| \| 1er \| Evan Huffman \| États-Unis \| Rally Cycling \| 9 h 14 min 28 s \| \| 2e \| Sepp Kuss \| États-Unis \| Rally Cycling \| + 18 s \| \| 3e \| Alex Howes \| États-Unis \| Cannondale-Drapac \| + 31 s \| \| 4e \| Tom-Jelte Slagter \| Pays-Bas \| Cannondale-Drapac \| + 31 s \| \| 5e \| Christopher Jones \| États-Unis \| UnitedHealthcare \| + 33 s \| |                   |            |                   |                 |
| |                   |            |                   |                 |
| Source : ProCyclingStats |                   |            |                   |                 |
| Classement général |                   |            |                   |                 |
| Coureur | Coureur           | Pays       | Équipe            | Temps           |
| 1er | Evan Huffman      | États-Unis | Rally Cycling     | 9 h 14 min 28 s |
| 2e | Sepp Kuss         | États-Unis | Rally Cycling     | + 18 s          |
| 3e | Alex Howes        | États-Unis | Cannondale-Drapac | + 31 s          |
| 4e | Tom-Jelte Slagter | Pays-Bas   | Cannondale-Drapac | + 31 s          |
| 5e | Christopher Jones | États-Unis | UnitedHealthcare  | + 33 s          |

### 4eétape
| \| Classement de l'étape \| Classement de l'étape \| Classement de l'étape \| Classement de l'étape \| Classement de l'étape \| \| Coureur \| Coureur \| Pays \| Équipe \| Temps \| \| --------------------- \| --------------------- \| --------------------- \| ----------------------------- \| --------------------- \| \| 1er \| Wouter Wippert \| Pays-Bas \| Cannondale-Drapac \| 2 h 46 min 27 s \| \| 2e \| John Murphy \| États-Unis \| Holowesko Citadel Racing Team \| + 0 s \| \| 3e \| Colin Joyce \| États-Unis \| Rally Cycling \| + 0 s \| \| 4e \| Alex Howes \| États-Unis \| Cannondale-Drapac \| + 0 s \| \| 5e \| Pier-André Côté \| Canada \| Silber Pro Cycling \| + 0 s \| |                 |            |                               |                 |
| |                 |            |                               |                 |
| Source : ProCyclingStats |                 |            |                               |                 |
| Classement de l'étape |                 |            |                               |                 |
| Coureur | Coureur         | Pays       | Équipe                        | Temps           |
| 1er | Wouter Wippert  | Pays-Bas   | Cannondale-Drapac             | 2 h 46 min 27 s |
| 2e | John Murphy     | États-Unis | Holowesko Citadel Racing Team | + 0 s           |
| 3e | Colin Joyce     | États-Unis | Rally Cycling                 | + 0 s           |
| 4e | Alex Howes      | États-Unis | Cannondale-Drapac             | + 0 s           |
| 5e | Pier-André Côté | Canada     | Silber Pro Cycling            | + 0 s           |

## Classements finals

### Classement général final
| \| Classement général \| Classement général \| Classement général \| Classement général \| Classement général \| \| Coureur \| Coureur \| Pays \| Équipe \| Temps \| \| ------------------ \| ------------------ \| ------------------ \| ----------------------- \| ------------------ \| \| 1er \| Evan Huffman \| États-Unis \| Rally Cycling \| 12 h 00 min 55 s \| \| 2e \| Sepp Kuss \| États-Unis \| Rally Cycling \| + 18 s \| \| 3e \| Alex Howes \| États-Unis \| Cannondale-Drapac \| + 31 s \| \| 4e \| Tom-Jelte Slagter \| Pays-Bas \| Cannondale-Drapac \| + 31 s \| \| 5e \| Christopher Jones \| États-Unis \| UnitedHealthcare \| + 33 s \| \| 6e \| Jack Burke \| Canada \| Aevolo \| + 35 s \| \| 7e \| Colin Joyce \| États-Unis \| Rally Cycling \| + 36 s \| \| 8e \| Rob Britton \| Canada \| Rally Cycling \| + 41 s \| \| 9e \| James Piccoli \| Canada \| Elevate-KHS Pro Cycling \| + 50 s \| \| 10e \| Nigel Ellsay \| Canada \| Silber Pro Cycling \| + 51 s \| |                   |            |                         |                  |
| |                   |            |                         |                  |
| Source : ProCyclingStats |                   |            |                         |                  |
| Classement général |                   |            |                         |                  |
| Coureur | Coureur           | Pays       | Équipe                  | Temps            |
| 1er | Evan Huffman      | États-Unis | Rally Cycling           | 12 h 00 min 55 s |
| 2e | Sepp Kuss         | États-Unis | Rally Cycling           | + 18 s           |
| 3e | Alex Howes        | États-Unis | Cannondale-Drapac       | + 31 s           |
| 4e | Tom-Jelte Slagter | Pays-Bas   | Cannondale-Drapac       | + 31 s           |
| 5e | Christopher Jones | États-Unis | UnitedHealthcare        | + 33 s           |
| 6e | Jack Burke        | Canada     | Aevolo                  | + 35 s           |
| 7e | Colin Joyce       | États-Unis | Rally Cycling           | + 36 s           |
| 8e | Rob Britton       | Canada     | Rally Cycling           | + 41 s           |
| 9e | James Piccoli     | Canada     | Elevate-KHS Pro Cycling | + 50 s           |
| 10e | Nigel Ellsay      | Canada     | Silber Pro Cycling      | + 51 s           |

### Classements annexes
| Classement par points | Classement par points | Classement par points | Classement par points         | Classement par points |
| Coureur               | Coureur               | Pays                  | Équipe                        | Points                |
| --------------------- | --------------------- | --------------------- | ----------------------------- | --------------------- |
| 1er                   | Wouter Wippert        | Pays-Bas              | Cannondale-Drapac             | 42 pts                |
| 2e                    | John Murphy           | États-Unis            | Holowesko Citadel Racing Team | 31 pts                |
| 3e                    | Alex Howes            | États-Unis            | Cannondale-Drapac             | 27 pts                |

| Classement par points | Classement par points | Classement par points | Classement par points         | Classement par points |
| Coureur               | Coureur               | Pays                  | Équipe                        | Points                |
| --------------------- | --------------------- | --------------------- | ----------------------------- | --------------------- |
| 1er                   | Wouter Wippert        | Pays-Bas              | Cannondale-Drapac             | 42 pts                |
| 2e                    | John Murphy           | États-Unis            | Holowesko Citadel Racing Team | 31 pts                |
| 3e                    | Alex Howes            | États-Unis            | Cannondale-Drapac             | 27 pts                |

| Classement de la montagne | Classement de la montagne | Classement de la montagne | Classement de la montagne | Classement de la montagne |
| Coureur                   | Coureur                   | Pays                      | Équipe                    | Points                    |
| ------------------------- | ------------------------- | ------------------------- | ------------------------- | ------------------------- |
| 1er                       | Alec Cowan                | Canada                    | Silber Pro Cycling        | 27 pts                    |
| 2e                        | Zeke Mostov               | États-Unis                | Aevolo                    | 25 pts                    |
| 3e                        | Sepp Kuss                 | États-Unis                | Rally Cycling             | 24 pts                    |

| Classement de la montagne | Classement de la montagne | Classement de la montagne | Classement de la montagne | Classement de la montagne |
| Coureur                   | Coureur                   | Pays                      | Équipe                    | Points                    |
| ------------------------- | ------------------------- | ------------------------- | ------------------------- | ------------------------- |
| 1er                       | Alec Cowan                | Canada                    | Silber Pro Cycling        | 27 pts                    |
| 2e                        | Zeke Mostov               | États-Unis                | Aevolo                    | 25 pts                    |
| 3e                        | Sepp Kuss                 | États-Unis                | Rally Cycling             | 24 pts                    |

| Classement du meilleur jeune | Classement du meilleur jeune | Classement du meilleur jeune | Classement du meilleur jeune  | Classement du meilleur jeune |
| Coureur                      | Coureur                      | Pays                         | Équipe                        | Temps                        |
| ---------------------------- | ---------------------------- | ---------------------------- | ----------------------------- | ---------------------------- |
| 1er                          | Jack Burke                   | Canada                       | Aevolo                        | 12 h 01 min 30 s             |
| 2e                           | Luis Villalobos              | Mexique                      | Aevolo                        | + 37 s                       |
| 3e                           | Brendan Rhim                 | États-Unis                   | Holowesko Citadel Racing Team | + 2 min 56 s                 |

| Classement du meilleur jeune | Classement du meilleur jeune | Classement du meilleur jeune | Classement du meilleur jeune  | Classement du meilleur jeune |
| Coureur                      | Coureur                      | Pays                         | Équipe                        | Temps                        |
| ---------------------------- | ---------------------------- | ---------------------------- | ----------------------------- | ---------------------------- |
| 1er                          | Jack Burke                   | Canada                       | Aevolo                        | 12 h 01 min 30 s             |
| 2e                           | Luis Villalobos              | Mexique                      | Aevolo                        | + 37 s                       |
| 3e                           | Brendan Rhim                 | États-Unis                   | Holowesko Citadel Racing Team | + 2 min 56 s                 |

| Classement par équipes | Classement par équipes | Classement par équipes | Classement par équipes |
| Équipe                 | Équipe                 | Pays                   | Temps                  |
| ---------------------- | ---------------------- | ---------------------- | ---------------------- |
| 1re                    | Rally Cycling          | États-Unis             | 36 h 03 min 50 s       |
| 2e                     | UnitedHealthcare       | États-Unis             | + 1 min 24 s           |
| 3e                     | Jelly Belly-Maxxis     | États-Unis             | + 1 min 41 s           |

| Classement par équipes | Classement par équipes | Classement par équipes | Classement par équipes |
| Équipe                 | Équipe                 | Pays                   | Temps                  |
| ---------------------- | ---------------------- | ---------------------- | ---------------------- |
| 1re                    | Rally Cycling          | États-Unis             | 36 h 03 min 50 s       |
| 2e                     | UnitedHealthcare       | États-Unis             | + 1 min 24 s           |
| 3e                     | Jelly Belly-Maxxis     | États-Unis             | + 1 min 41 s           |